# 全州廣播
全州廣播（韩语：／，簡稱JTV），為坐落在韩国全罗北道全州市的一家地区性民间广播电视公司，於1997年1月15日成立，於同年9月27日开播，為SBS聯播網成員之一。

## 站点
- 电视
  - 频道 - Ch 30
  - 开播 - 1997年9月27日
- 调频广播（Magic FM）
  - 频率：90.1 MHz
  - 呼號：HLDQ-FM
  - 开播：2001年8月18日